# سولی (خواننده)
سولی اونی ، در آرامش بخوابی .
از طرف ، لی سوآ ،  آرمی. 
| name = سولی
| image = Sulli-2019 (derived).jpg
| image_size = 
| caption = در سپتامبر ۲۰0۱۹
| birth_name = چویی جین‌ری
| birth_date = ۲۹ مارس ۱۹۹۴
| birth_place = بوسان، کره جنوبی
| death_date = ۱۴ اکتبر ۲۰۱۹ (۲۵ سال)
| death_place = سئونگنام، کره جنوبی
| death_cause     = خودکشی با دار زدن
| education = 
| occupation = 
- خواننده
- ترانه‌سرا
- بازیگر
- مدل

| years_active = ۲۰۰۵–۲۰۱۹
| agent = اس.ام. انترتینمنت
| module = پیشه موسیقیژانر
- کی-پاپ
- دریم پاپ

ساز(ها)خوانندگیسال‌های فعالیت۲۰۰۹–۲۰۱۵
۲۰۱۸–۲۰۱۹ناشر(ان)
- اس.ام. انترتینمنت

همکاری‌های مرتبط
- اف (اکس)
- شهر اس.ام.

وبگاه
}}
چویی جین‌ری (به کره‌ای: 최진리) (زادهٔ ۲۹ مارس ۱۹۹۴ در بوسان – درگذشته ۱۴ اکتبر ۲۰۱۹ در سئونگنام) که بیشتر با نام هنری «سولی» (به کره‌ای: 설리) شناخته می‌شد خواننده، ترانه‌سرا، بازیگر و مدل اهل کره جنوبی بود. 

او در آغاز به عنوان یک بازیگر کودک با بازی در نقش شاهدخت سئون‌هوا از شیلا (ملکه سئونهوا) در سریال درام افسانه سودانگ شناخته شد. در سال ۲۰۰۹ سولی به عنوان عضو گروه دخترانهٔ اف (اکس) وارد دنیای موسیقی شد. او در سال ۲۰۱۵ این گروه را ترک کرد تا به کار بازیگری بپردازد. پس از یک وقفهٔ سه ساله، سولی کار موسیقی خود را با همکاری با دین در تک‌آهنگ «یک‌روزه» در سال ۲۰۱۸ از سر گرفت. او فعالیت انفرادی خود در صنعت موسیقی را در ژوئن ۲۰۱۹ و با تک‌آهنگ «دیو» آغاز کرد. 

پیکر او در ۱۴ اکتبر سال ۲۰۱۹ در خانه‌اش پیدا شد. دلیل مرگ او خودکشی اعلام شد.

طرفداران وی آرزوی آرامش روح وی را دارند. یک ماه پس از خودکشی سولی، دوست صمیمی او، گو هارا نیز خودکشی کرد.
او قبل از مرگ در سریال هتل دل لونا با آی‌یو و یئو جین-گو بازی کرد.

## فیلم‌شناسی

### سینمایی
| سال  | عنوان                                                    | نقش           | یادداشت‌های دیگر                   |
| ---- | -------------------------------------------------------- | ------------- | --------------------------------- |
| ۲۰۰۷ | بانوی پانچ                                               | Gwak Chun-sim |                                   |
| ۲۰۰۸ | BABO                                                     | young Ji-ho   |                                   |
| ۲۰۱۰ | داستان یک لاک پشت:ماجراهای سامی                          | شلی           | دوبله کره‌ای با دای سونگ           |
| ۲۰۱۲ | I AM. - SM Town Live World Tour in Madison Square Garden | خودش          | Documentary of SMTown in New York |
| ۲۰۱۴ | دزدان دریایی                                             | هئک میو       | Supporting role                   |
| ۲۰۱۴ | پادشاه مد                                                | کواک ایون جین | Lead role                         |
| ۲۰۱۷ | واقعی                                                    | سونگ یو هوا   | Main Cast                         |

### مجموعه‌های تلویزیونی
| سال  | نام                       | نقش                         | شبکه |                                        |
| ---- | ------------------------- | --------------------------- | ---- | -------------------------------------- |
| ۲۰۰۵ | افسانه سودانگ             | جوانی پرنسس سئونهوا از شیلا | SBS  |                                        |
| ۲۰۰۵ | عشق نیاز داره به یه معجزه | نا سان جو                   | MBC  | تک‌جلوه                                 |
| ۲۰۰۶ | مرخصی                     | جین جو                      | SBS  | Supporting role                        |
| ۲۰۱۰ | اوه! بانوی من             | Runway model                | SBS  | Cameo appearance                       |
| ۲۰۱۱ | به نمایش خوش آمدید        | سولی (ورژن ساختنی از خودش)  | SBS  | Lead role                              |
| ۲۰۱۲ | به زیبایی تو              | گو جای هی                   | SBS  | Lead role, Korean version of Hana Kimi |
| ۲۰۱۹ | هتل دل لونا               | جانگ جی ایون                | tvn  | نقش کوتاه                              |

## جوایز
| سال  | جایزه                   | رده                    | کار نامزد شده        | نتیجه |
| ---- | ----------------------- | ---------------------- | -------------------- | ----- |
| ۲۰۰۵ | Prettiest Child Contest | Big Ribbon Child Award | —                    | برنده |
| ۲۰۱۲ | SBS Drama Awards        | New Star Award         | To the Beautiful You | برنده |